# NGC 1880
NGC 1880 је емисиона маглина у сазвежђу Златна риба која се налази на NGC листи објеката дубоког неба.
Деклинација објекта је - 69° 22' 52" а ректасцензија 5h 13m 39,2s. Привидна величина (магнитуда) објекта NGC 1880 износи 12,6. NGC 1880 је још познат и под ознакама ESO 56-EN82.